# Hair Zone Mall Tour
Hair Zone Mall Tour, foi uma pequena e primeira turnê, que a cantora Britney Spears fez em alguns Shoppings Centers dos Estados Unidos para promover seu primeiro álbum ...Baby One More Time, antes de o mesmo ser lançado. A turnê teve início alguns meses antes do lançamento do seu primeiro álbum, e terminou dias após o mesmo ter sido lançado. A turnê era simples, e Britney contava com no máximo 2 ou 3 dançarinos para acompánha-la. Depois que as apresentações terminavam Britney distribuía cassetes com o single, alguns brindes e dava autógrafos. Apesar de a Turnê ter sido pequena, foi um sucesso estrondoso. Este conjunto de apresentações também é conhecido como o L'Oreal Mall Tour, já que foi patrocinado pela L'Oreal.

## Setlist
- (You Drive Me) Crazy
- Sometimes
- Thinkin About You (Em algumas datas)
- Deep In My Heart (Em algumas datas)
- Born To Make You Happy
- ...Baby One More Time

## Ligações Externas
- Site oficial de Britney Spears BritneySpears.com